# Emilio Panach Ramos
Emilio Panach Ramos (Alboraya, Valencia, marzo de 1913 - Valencia, septiembre de 1983) es un poeta e historietista español, que firmaba con el seudónimo de Milo.

## Biografía
Colaborador gráfico en prensa, creó el personaje Lapicerín en El Peque, suplemento infantil que el diario Jornada lanzó en noviembre de 1941 y que acabaría adoptando el nombre del popular personaje posteriormente.
A principios de los cuarenta colaboró con Editorial Valenciana dibujando algunos episodios de Mister Bluff, junto a Soriano Izquierdo. Centró la práctica totalidad de su actividad en humor gráfico para prensa, primero en Jornada, de dónde fue despedido por un chiste suyo sobre la lotería nacional que fue entendido como una burla hacia el saliente gobernador militar de Valencia, Francisco Javier Planas de Tovar. A partir de entonces empezó a colaborar con Levante, donde destacó con su sección El Món per un Forat (El Mundo por un Agujero), una de las pocas colaboraciones en lengua valenciana que se podía leer en la prensa valenciana durante el franquismo, consistente en un pequeño poema acompañado de un chiste gráfico.
Vinculado al mundo de la cultura valenciana, Panach realizó unas caricaturas de diferentes personalidades del valencianismo durante la II Semana Cultural Valenciana, realizada en los años treinta.  También estuvo vinculado al mundo de las Fallas, ganando diferentes premios de llibrets de falla, y siendo premiado con el premio de poesía festiva de los Juegos Florales de Valencia de 1962, organizados por Lo Rat Penat, por su obra "Cant al Segle XX". A finales de los años 70 colaboró con la revista Murta, escrita siguiendo las Normas del Puig.[cita requerida]
En 1992 el Ayuntamiento de Valencia le dedicó una calle en Benimaclet, a petición de Lo Rat Penat, quien también puso su nombre a uno de sus premios extraordinarios en llibrets de falla.